# Cuesta Blanca

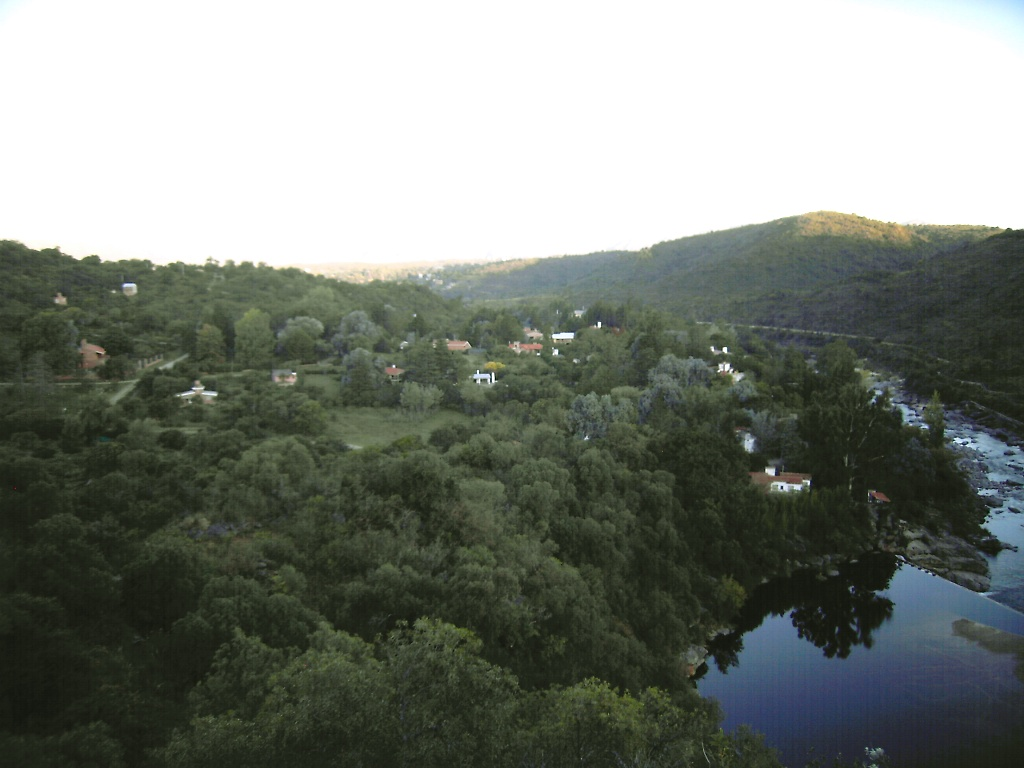
Cuesta Blanca (2008)

Cuesta Blanca ist ein Ort im zentralen Argentinien, 10 km südwestlich der Stadt Villa Carlos Paz (Provinz Córdoba). Es liegt am Río San Antonio, der am Südwestende zum kleinen Stausee Cuesta Blanca gestaut wird.
Der Ort ist geprägt vom Tourismus und hat nur wenige ständige Einwohner. Er wächst jedoch von der Einwohnerzahl sehr schnell an: um 77,5 % zwischen 1991 und 2001.

## Playa de los Hippies
Die Playa de los Hippies, auch (fälschlicherweise, da der Fluss keine Bucht aufweist) als Bahía de los Hippies bekannt, ist ein am Río San Antonio gelegener Strand, der etwa 2 km südlich des Ortes liegt.
Da dieser Ort wegen seiner Lage hinter zwei Bergen lange von der Außenwelt abgeschnitten war, suchten hier während der Militärdiktatur, die das Land zwischen 1976 und 1982 durchmachte, etwa hundert vom argentinischen Militärregime verfolgte Aussteiger Zuflucht. Sie lebten in den Höhlen, die dort vom Fluss geformt wurden, weitgehend unbehelligt, einige blieben bis heute. Heute ist der Ort vor allem wegen der guten Bademöglichkeiten und seiner filmreif schönen Lage ein beliebtes Ziel bei Wanderern.